# Craig Lowndes

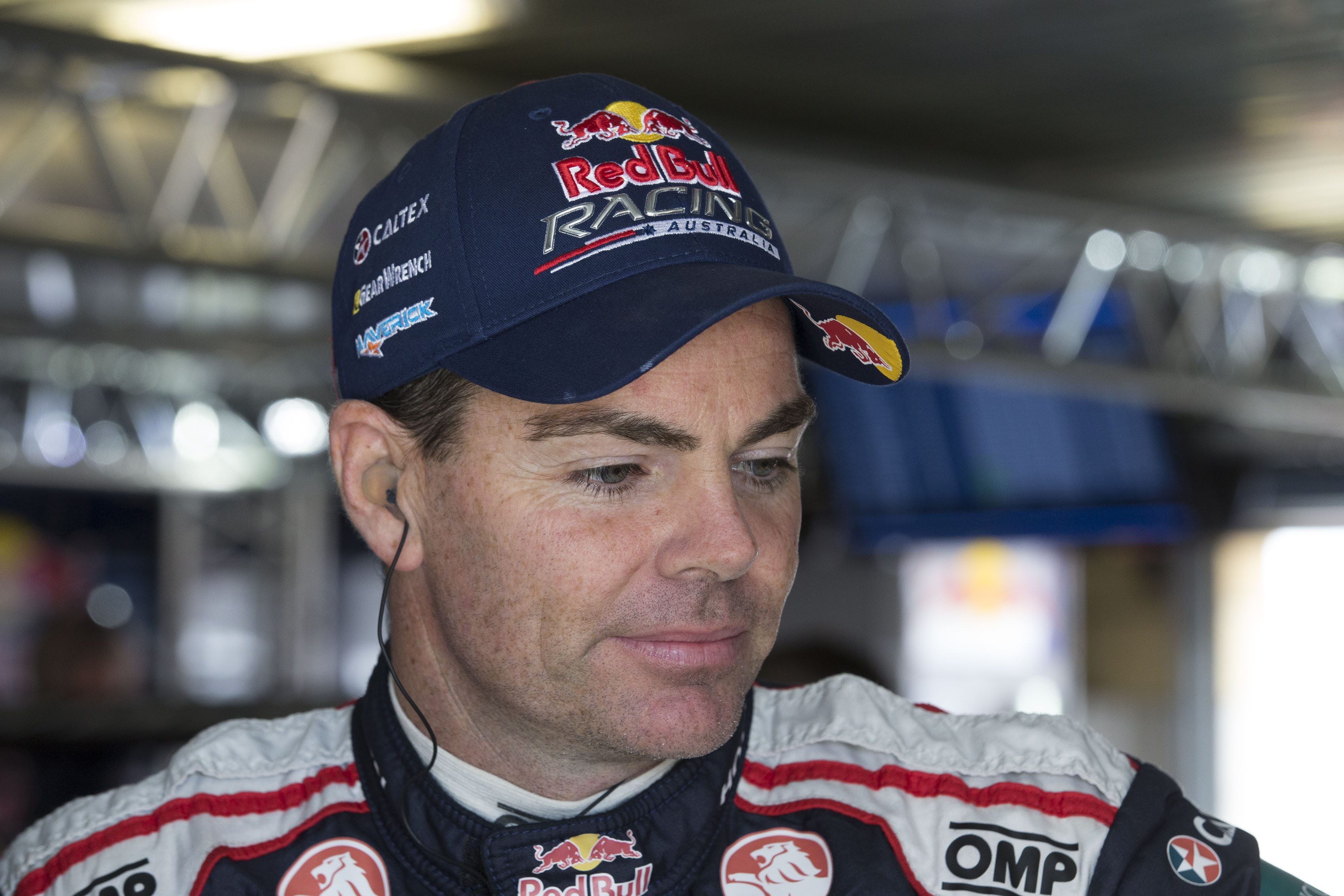
Craig Lowndes en 2015.

Craig Andrew Lowndes (Melbourne, 21 de junio de 1974) es un piloto de automovilismo de velocidad que se ha destacado en los V8 Supercars, el principal certamen de turismos de Australia. Fue campeón en 1996, 1998 y 1999, subcampeón en 2005, 2006, 2011, 2012, 2013 y 2015, tercero en 2000 y 2007, y cuarto en 2008, 2009, 2010 y 2014.
Lowndes acumula un total de 101 victorias en el V8 Supercars, líder en el historial de la categoría. Asimismo, es de los pilotos más exitosos en los 1000 km de Bathurst, con seis triunfos en las ediciones 1996, 2006, 2007, 2008, 2010 y 2015.
Lowndes forma parte del equipo Triple Eight desde la temporada 2005. Anteriormente fue piloto oficial tanto de la marca Holden como de Ford.

## Carrera deportiva
Lowndes se inició en el karting a la edad de 9 años. En 1991 pasó a los monoplazas al competir en la Fórmula Ford australiana, donde fue sexto en 1992 y campeón en 1993. También en 1993, terminó tercero en el Festival de Fórmula Ford en el Reino Unido. En 1994 ascendió a la Fórmula Holden, donde concluyó cuarto con seis podios en diez participaciones.
Holden Racing Team, el equipo oficial de Holden en el V8 Supercars, entonces denominado Campeonato Australiano de Turismos, fichó a Lowndes para disputar los 500 km de Sandown de 1994 en un Holden Commodore junto con Brad Jones. Terminaron quintos, de manera que el equipo volvió a juntar a Lowndes con Jones para los 1000 km de Bathurst. Allí, Lowndes mantuvo una dura batalla con John Bowe de Ford y finalizó segundo detrás de Bowe. El piloto volvió a correr algunas carreras en el equipo oficial de Holden en 1995. En Bathurst, marcó la pole position pero abandonó.
Su actuación motivó que Holden lo contratara en 1996 como piloto titular, junto a Peter Brock. Ganó el campeonato cómodamente, con seis triunfos en diez competencias, incluyendo los 1000 km de Bathurst y los 500 km de Sandown. Lowndes consiguió una butaca en la Fórmula 3000 Internacional en el equipo de RSM Marko para 1997. Sumó puntos en una única carrera y terminó 17º, con lo cual volvió al equipo oficial de Holden en los V8 Supercars para 1998.
Ese año, Lowndes venció en seis carreras de diez y consiguió su segundo título en la categoría, por delante de Russell Ingall. En 1999, venció en dos ocasiones y subió al podio en 9 de 13 carreras, de manera que nuevamente superó a Ingall en la pelea por el campeonato. En 2000, ganó tres competencias, entre ellas los 500 km de Queensland junto con Mark Skaife, pero no logró alcanzar a su compañero de equipo ni a Garth Tander y finalizó tercero.
Lowndes decidió abandonar el equipo oficial de Holden y unirse al equipo Gibson, que ese año también cambió de Holden a la marca rival, Ford. Terminó 11º ese año y 7º en 2002, con tres podios y ninguna victoria en ambos casos. El piloto disputó las dos siguiente temporadas en Ford Performance Racing, el equipo oficial del óvalo en la categoría. En 2003 ganó una carrera y terminó tercero en tres, entre ellas Bathurst acompañado de Glenn Seton, y terminó quinto en el campeonato. Él y Seton volvieron a llegar segundos en Bathurst detrás de la dupla Greg Murphy-Rick Kelly de Holden, pero tuvo problemas el resto del año y quedó relegado al 20º puesto final.

Triple Eight fichó a Lowndes para competir en la temporada 2005 con un Ford Falcon. Ganó cuatro carreras, pero fue menos regular que Ingal y obtuvo el subcampeonato. El piloto ganó cuatro carreras en 2006, incluyendo los 1000 km de Bathurst con Jamie Whincup como compañero de butaca, la primera victoria de Ford en Mount Panorama desde 1998. Eso no le bastó para quedar delante del eventual campeón Rick Kelly. Lowndes ganó tres carreras en 2007, repitiendo en Bathurst con Whincup, pero concluyó tercero en la tabla final detrás de su compañero y del campeón Garth Tander.

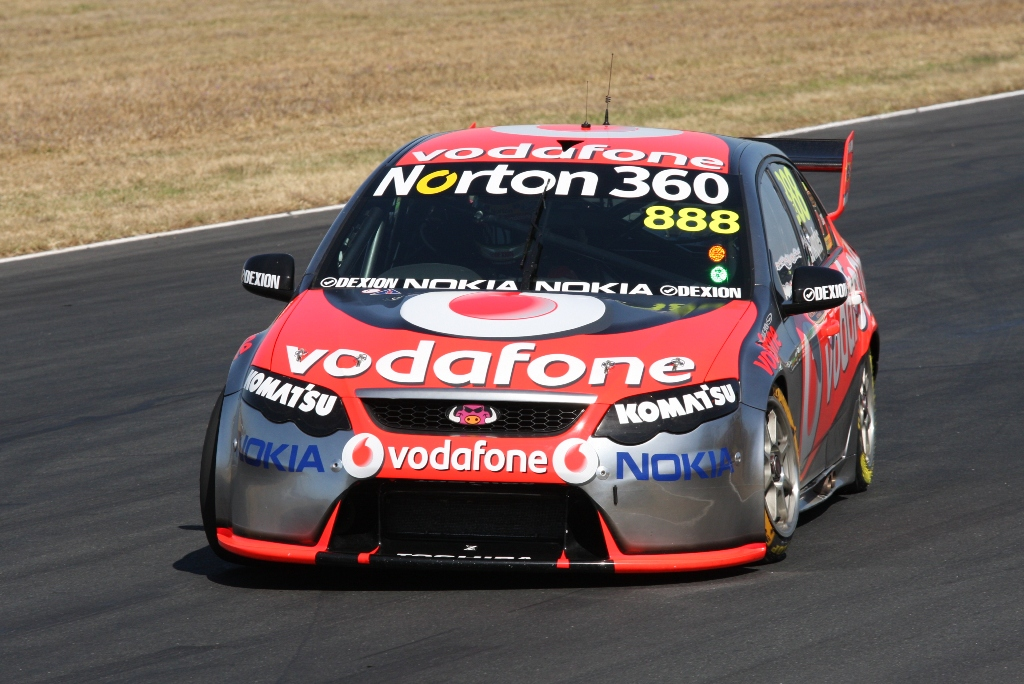
Ford Falcon de Craig Lowndes con el cual corrió para Triple Eight en 2009.

La única victoria de Lowndes en 2008 fue Bathurst, otra vez junto a Whincup. Así, terminó cuarto por detrás de Whincup, Mark Winterbottom y Tander. En 2009, V8 Supercars adoptó dos carreras por fecha en la mayor parte del calendario 2009, por lo cual la cantidad de carreras aumentó de 14 a 26. Lowndes ganó tres y subió al podio en siete, de manera que quedó en la cuarta colocación final.
Triple Eight pasó de Ford a Holden para 2010, y Lowndes se mantuvo en el equipo al igual que Whincup. Cosechó tres victorias y nueve podios, entre ellos dos triunfos en los 500 km de Phillip Island y los 1000 km de Bathurst acompañado de Skaife, con lo cual terminó la temporada en cuarto lugar. En 2011 acumuló cinco victorias y 14 podios, pero la mayor regularidad le permitió luchar por el campeonato frente a su compañero de equipo Whincup hasta la última fecha. Finalmente aquel lo superó por apenas 35 puntos y Lowndes resultó subcampeón.
En 2012, Lowndes compitió en el V8 Supercars por octavo año consecutivo para Triple Eight. Venció en siete carreras y subió al podio en 11, pero nuevamente terminó segundo en el campeonato frente a Whincup. El piloto consiguió cinco triunfos y 15 podios en las 36 carreras de la temporada 2013 con su Holden Commodore. Así, resultó subcampeón nuevamente ante su compañero de equipo Whincup. Como consuelo, venció en el monitorneo de resistencia junto a Warren Luff.

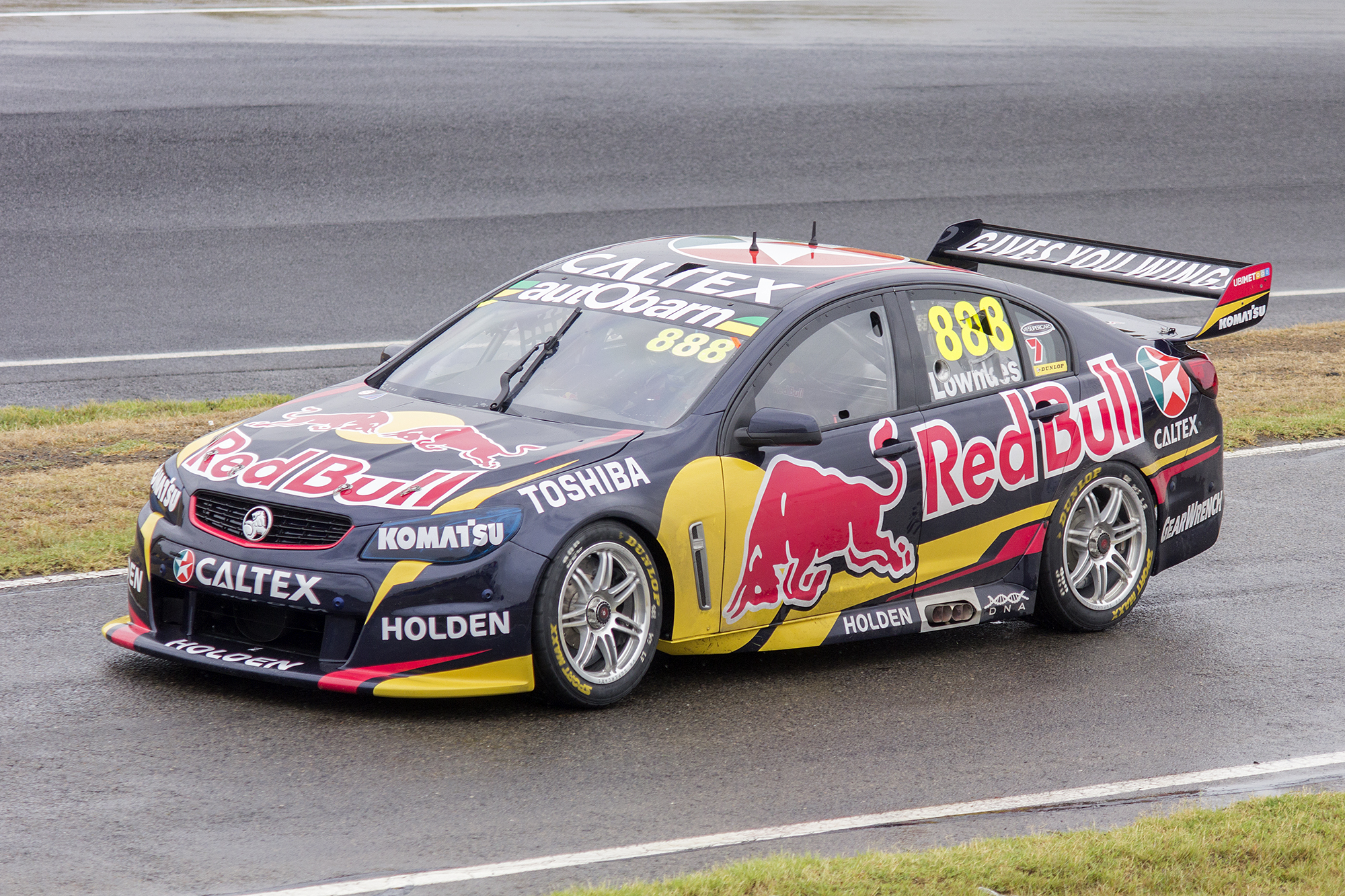
Craig Lowndes en pruebas de Supercars 2014.

El piloto cumplió sus diez años en el equipo Triple Eight en 2014. En 38 carreras consiguió tres triunfos y 15 podios, de manera que alcanzó la cuarta posición de campeonato, por detrás de Whincup, Shane van Gisbergen y Winterbottom.
En 2015 ganó por sexta vez los 1000 km de Bathurst, compartiendo butaca con Steven Richards. Consiguió seis victorias y 16 podios en 36 carreras, por lo que resultó subcampeón del V8 Supercars, por detrás de Mark Winterbottom.
Aparte de su actividad en el V8 Supercars, Lowndes ha disputado las 12 Horas de Bathurst. Llegó segundo absoluto en 2011, pero abandonó en 2012 y 2013, en los tres casos con un Audi R8 junto a Warren Luff. En 2014 obtuvo la victoria absoluta con una Ferrari 458 del equipo Maranello.